# Halle de Saint-Jean-aux-Bois
La halle de Saint-Jean-aux-Bois est une halle située à Saint-Jean-aux-Bois, en France.

## Localisation
La halle est située sur la commune de Saint-Jean-aux-Bois, dans le département français des Ardennes.

## Historique
L'édifice est classé au titre des monuments historiques en 1981.